# Liste de stades de football en Tchéquie
 (avril 2022).
Si vous disposez d'ouvrages ou d'articles de référence ou si vous connaissez des sites web de qualité traitant du thème abordé ici, merci de compléter l'article en donnant les références utiles à sa vérifiabilité et en les liant à la section « Notes et références ».
Cet article présente une liste non exhaustive des stades de football en Tchéquie. Ils peuvent accueillir également des compétitions d'athlétisme, des concerts ou d'autres évènements.
La capacité indiquée est celle autorisée dans le cadre de rencontres de football.
Les stades énumérées sont des installations dotés d'au moins une tribune couverte et sont homologués par la fédération de République tchèque de football pour la pratique du football de compétition.

## Liste de stades de football en Tchéquie par capacité
| Stade                            | Places  | Ville              | Équipe(s)                                    | Image |
| -------------------------------- | ------- | ------------------ | -------------------------------------------- | ----- |
| Fortuna Arena                    | 19 3700 | Prague             | Slavia Prague Équipe de Tchéquie de football |       |
| epet ARENA                       | 17 5730 | Prague             | Sparta Prague Équipe de Tchéquie de football |       |
| Na Stínadlech                    | 17 0780 | Teplice            | FK Teplice                                   |       |
| Stade Městský d'Ostrava          | 15 1230 | Ostrava            | FC Baník Ostrava                             |       |
| Stade Andrův                     | 12 4500 | Olomouc            | SK Sigma Olomouc                             |       |
| Doosan Arena                     | 11 7000 | Pilsen             | FC Viktoria Plzeň                            |       |
| Městský Fotbalový Stadion Srbská | 10 2000 | Brno               | FC Zbrojovka Brno                            |       |
| Stadion u Nisy                   | 9 9000  | Liberec            | FC Slovan Liberec                            |       |
| Malšovická aréna (cz)            | 9 3000  | Hradec Králové     | FC Hradec Králové                            |       |
| Stade Juliska                    | 8 150   | Prague             | Dukla Prague                                 |       |
| Městský Opava (cz)               | 7 524   | Opava              | SFC Opava                                    |       |
| Střelecký ostrov (cz)            | 6 681   | České Budějovice   | SK Dynamo České Budějovice                   |       |
| Stade Ďolíček                    | 6 300   | Prague             | Bohemians 1905                               |       |
| Letná Stadion                    | 5 898   | Zlín               | FC Zlín                                      |       |
| Stadion Střelnice                | 5 690   | Jablonec nad Nisou | FK Jablonec                                  |       |
| Městský Mladá Boleslav (cz)      | 5 000   | Mladá Boleslav     | FK Mladá Boleslav                            |       |
| Městský Karviná (cz)             | 4 833   | Karviná            | MFK Karviná                                  |       |
| CFIG Aréna (cz)                  | 4 620   | Pardubice          | FK Pardubice                                 |       |
| Stadion v Jiráskově ulici (cz)   | 4 500   | Jihlava            | FC Vysočina Jihlava                          |       |
| Městský v Kotlině (cz)           | 4 100   | Varnsdorf          | FK Varnsdorf                                 |       |